# Toward the sun
Toward the sun is het debuutalbum van de Britse band Druid.

## Inleiding
Druid had in 1974 een talentenjacht georganiseerd door Melody Maker gewonnen toen zij onder leiding van startend muziekproducent Bob Harris (presentator van The Old Grey Whistle Test) de Morgan Studios in mochten om hun eerste studioalbum op te nemen. Harris had tegenover EMI moeten bewijzen dat hij dat kon. Nadat ook problemen met het hoesontwerp waren overwonnen, zag EMI een gelegenheid het album groots te introduceren in de Shepperton Studios, waar net Ken Russell zijn Lisztomania had afgerond. 

## Musici
- Dane (Stevens) – gitaren, zang
- Neil Brewer – basgitaar
- Andrew McCrorie-Shand – toetsinstrumenten
- Cedric Sharpley – drumstel, percussie

## Muziek
| Nr. | Titel                                | Duur |
| --- | ------------------------------------ | ---- |
| 1.  | Voices (McCrorie-Shand, Brewer)      | 8:14 |
| 2.  | Remembering (Brewer, Dane)           | 5:24 |
| 3.  | Theme (Brewer, Dane, McCrorie-Shand) | 5:26 |
| 4.  | Toward the sun (Dane)                | 5:08 |

| Nr. | Titel                                             | Duur  |
| --- | ------------------------------------------------- | ----- |
| 1.  | Red carpet for an autumn (Brewer, McCrorie-Shand) | 3:09  |
| 2.  | Dawn of evening (Brewer, McCrorie-Shand)          | 10:03 |
| 3.  | Shangri-la (Brewer, Dane)                         | 10:08 |

Het titelnummer gaat niet over het naar de zon gaan (Towards the sun) met aan de hand van de zon verdergaan ("Reach out and hold my hand")

## Nasleep
De band en haar debuutalbum kregen echter te maken met problemen op het promotionele vlak. Melody Maker wilde de band als winnaar van hun talentenjacht niet de hemel inschrijven en de BBC wilde er niet te veel aandacht aan besteden vanwege hun binden met de muziekproducent. Kortom, het album sneeuwde onder en kreeg vlak na de uitgifte te maken met de opkomende punk.
In terugblik werd voornamelijk geconstateerd dat de muziek wel erg leek op die van Yes. De hoge zang van Dane zou lijken op die van Jon Anderson en de basgitaar op de van Chris Squire (beiden bespeelden een Rickenbacherbas). Gedurende haar bestaan bleven de meningen verdeeld tussen goed, excellent binnen het genre tot essentieel voor liefhebbers, afgewisseld met de term kloonmuziek van Yes. Het album kreeg af en toe een heruitgave, in 1993 kwam er een Japanse cd-versie, in 1995 werd het samen met het tweede album uitgebracht door BGO Records en in 2003 nog een Australische versie.      